# Иоасаф (Зеленкин)
Епископ Иоасаф (в миру Иван Петрович Зеленкин; 30 марта (12) апреля 1838, село Безводное, Нижегородский уезд, Нижегородская губерния — 27 марта (9) апреля 1912, Казань, Российская империя) — епископ Древлеправославной Церкви Христовой (старообрядцев, приемлющих белокриницкую иерархию), епископ Казанский и Вятский.

## Биография
Родился 30 марта (12) апреля 1838 года в селе Безводном Нижегородского уезда Нижегородской губернии в семье крестьян-старообрядцев, приемлющих священство. До иноческого пострига трудился кузнецом, в браке не состоял.
В 1870-е годы принял постриг с именем Иоасаф от старообрядческого архиепископа Московского Антония (Шутова). Иноком подвизался в скиту на своей родине.
28 марта 1893 года был рукоположен в сан епископа Казанского и Вятского архиепископом Савватием (Лёвшиным) и епископом Нижегородским Кирилом (Мухиным) по просьбе казанских старообрядцев и по согласию Освященного собора старообрядческих епископов.
Архипастырское служение епископа Иоасафа включило два периода. Более десяти лет прошли в условиях постепенного смягчения правительственной политики по отношению к старообрядцам, однако еще сохранялся ряд строгих запретов по устройству молитвенных зданий, за старообрядческими священнослужителями не признавались их права и духовный статус. Последние семь лет относятся к годам законодательной легализации и интенсивного развития старообрядчества.
В марте 1898 года в Нижнем Новгороде принял участие в Освященном Соборе, отстранившем от должности архиепископа Савватия (Лёвшина), а в октябре того же года в Москве принял участие в Освященном Соборе, избравшем предстоятелем Иоанна (Картушина).
Епископ Иоасаф принимал участие в хиротониях Арсения (Швецова), епископа Уральского и Оренбургского (1897), Иннокентия (Усова), епископа Нижегородского и Костромского (1903); Александра (Богатенко), епископа Рязанского и Егорьевского (1907).
Скончался 27 марта (9) апреля 1912 года в Казани. Чин погребения совершил архиепископ Московский Иоанн (Картушин). Был похоронен под алтарём храма Пресвятой Богородицы Казанской, с южной стороны от престола. В 2016 году его захоронение было найдено в ходе реставрации храма.